# Aurora Berton
Aurora Berton (* 18. August 2000 in Palmanova) ist eine italienische Leichtathletin, die sich auf den Sprint spezialisiert hat.

## Sportliche Laufbahn
Erste Erfahrungen bei internationalen Meisterschaften sammelte Aurora Berton bei den 2016 erstmals ausgetragenen Jugendeuropameisterschaften in Tiflis, bei denen sie in 24,67 s den achten Platz im 200-Meter-Lauf belegte. 2018 schied sie bei den U20-Weltmeisterschaften in Tampere mit 24,29 s in der ersten Runde über 200 Meter aus und anschließend gewann sie bei den U23-Mittelmeer-Meisterschaften in Jesolo mit der italienischen 4-mal-100-Meter-Staffel in 44,40 s die Silbermedaille hinter dem französischen Team. 2021 schied sie bei den U23-Europameisterschaften in Tallinn mit 23,64 s im Halbfinale aus und wurde mit der Staffel im Finale disqualifiziert. Im Jahr darauf startete sie im 60-Meter-Lauf bei den Hallenweltmeisterschaften in Belgrad und schied dort mit 7,30 s in der ersten Runde aus. Anfang Juli siegte sie dann mit der Staffel bei den Mittelmeerspielen in Oran.

## Persönliche Bestleistungen
- 100 Meter: 11,56 s (+0,4 m/s), 30. April 2022 in Palmanova
  - 60 Meter (Halle): 7,28 s, 27. Februar 2022 in Ancona
- 200 Meter: 23,57 s (+0,1 m/s), 27. Juni 2021 in Rovereto
  - 200 Meter (Halle): 25,96 s, 24. Januar 2016 in Padua